# 俄罗斯武装力量辐射、化学和生物防护部队

俄羅斯武裝力量輻射、化學和生物防護部隊的徽章

俄罗斯武装力量辐射、化学和生物防护部队  簡稱俄军三防部队或俄三防部隊，是俄罗斯联邦武装部队中的一支特种部队，其任務是保護俄罗斯陆军免受大規模殺傷性武器的影響。 

## 历史
第一次世界大戰期間，俄羅斯帝國陸軍就設立了化學部隊。1944年，苏联红军共有19个旅級化學部隊。第二次世界大战结束后，蘇聯將大部分化學部隊解散。 
切尔诺贝利核事故期間，蘇聯化學部隊前往切尔诺贝利核电站清理現場。
1992年，俄罗斯武装力量化学部队更名为俄罗斯武装力量辐射、化学和生物防护部队。
2024年12月17日，该部队指挥官伊戈爾·阿納托利耶維奇·基里洛夫在莫斯科發生的一次爆炸中身亡。 